# Poisson-papillon soyeux noir
Chaetodon daedalma
Espèce
Statut de conservation UICN

 LC  : Préoccupation mineure
Le Poisson-papillon soyeux noir (Chaetodon daedalma) est une espèce de poissons de la famille des Chaetodontidae.

## Sous-genre
Le poisson-papillon soyeux noir, aussi appelé poisson-papillon fer forgé, est un poisson-papillon qui fait partie du sous-genre Lepidochaetodon. En 1984, André Maugé et Roland Bauchot ont proposé d'attribuer cette espèce au genre Exornator, ce qui donnerait comme nom scientifique pour ce poisson Exornator daedalma.

## Morphologie
- Taille : jusqu'à 15 cm.

Sa coloration est gris noir, avec une bande verticale blanche et un liseré jaune à l'arrière, sur les nageoires.

## Biologie et écologie
C'est un poisson corallien qui vit en bancs, assez profondément, et qui se nourrit d'algues et d'invertébrés.

## Répartition
Le poisson-papillon soyeux noir se rencontre dans l'océan Pacifique, vers le sud du Japon.